# Pistolet maszynowy Typ 100
Pistolet maszynowy Typ 100 (jap. 一〇〇式機関短銃 Hyaku-shiki kikan-tanjū) – japoński pistolet maszynowy produkowany podczas II wojny światowej.

## Historia konstrukcji
W latach 20. rozpoczęto w Japonii prace nad skonstruowaniem pistoletu maszynowego. Pierwsze projekty opracowane pod kierunkiem generała Kijirō Nambu pojawiły się na przełomie lat 1924/1925. Jednak pierwsze prototypy były tak niedoskonałe, że kolejno były odrzucane w trakcie prób.
W efekcie niepowodzenia prac nad własnymi konstrukcjami pistoletów maszynowych, zakupiono niewielkie liczby pistoletów maszynowych SIG M1920 (licencyjny MP18) i MP34/I (zmodernizowany MP28II). Były one używane w czasie walk w Chinach, gdzie udowodniły przydatność tego rodzaju broni w czasie walk na małych dystansach.
Doświadczenia chińskie dały nowy impuls pracom nad pistoletami maszynowymi. W 1935 r. Kijirō Nambu opatentował pistolet maszynowy oznaczony jako Typ II Model A. Został on odrzucony przez armię, ale niewielką liczbę tych pistoletów maszynowych zakupiła Japońska Cesarska Marynarka Wojenna (dla żołnierzy piechoty morskiej). Jednak duża zawodność tej broni spowodowała, że dalszych zakupów zaniechano.
W 1939 r. powstał Typ III Model A. Po testach, zmodernizowana wersja Typ III Model B została przyjęta do uzbrojenia jako pistolet maszynowy Typ 100. Produkcję nowego pistoletu maszynowego rozpoczęto w sierpniu 1942 r. Produkowano wersję z kolbą stałą i z kolbą składaną (obie wersje często oznaczane są jako Typ 100/1).
W 1944 r. powstała uproszczona wersja Typ 100/2. Była ona produkowana od stycznia 1944 r. do zakończenia wojny.
Z powodu późnego rozpoczęcia produkcji pistoletów maszynowych i niewielkiej jej skali nasycenie jednostek japońskich tego rodzaju bronią było bardzo niskie. Wyprodukowane pistolety maszynowe Typ 100 były dostarczane głównie jednostkom elitarnym: spadochroniarzom i piechocie morskiej. Były one używane w trakcie walk o Leyte i na Marianach. Po II wojnie światowej były używane w czasie wojny domowej w Chinach, a później w czasie wojny koreańskiej.

## Opis techniczny
Pistolet maszynowy Typ 100 był indywidualną bronią samoczynną. Zasada działania oparta na odrzucie zamka swobodnego. Strzelanie z zamka otwartego seriami. Zasilanie magazynkowe (łukowe magazynki 30 nabojowe). Magazynki były dołączane z lewej strony broni. Lufa w osłonie metalowej, na osłonie lufy był montowany zaczep bagnetu. Przyrządy celownicze składają się z muszki i nastawnego celownika krzywkowego.